# Anseropoda antarctica
Anseropoda antarctica is een zeester uit de familie Asterinidae.
De wetenschappelijke naam van de soort werd in 1940 gepubliceerd door Walter Kenrick Fisher.